# Кафана у Брајићима
Кафана у Брајићима је било место у којем су 1941. године одржали састанак Јосип Броз Тито и Драгољуб Дража Михаиловић, како би се договорили око заједничке борбе два покрета против Немаца. Састанак је одржан у ноћи између 26. и 27. октобра 1941. године.
Историја о састанку у Брајићима, бележи да је то био последњи покушај да се организује заједничка партизанско-четничка команда. Пре тог, Тито и Дража имали су састанак у Струганику, родној кући војводе Мишића.
Зграда је зидана од камена, на косом терену, тако да под једним делом се налази подрум. На зграду је 1977. године постављена спомен плоча. Кафана је затворена од 2010. године, а сам објекат је у јако лошем стању.